# Olympische Sommerspiele 2016/Teilnehmer (Sambia)
| Gelbes Symbol für Goldmedaillen mit stilisierten Olympischen Ringen | Graues Symbol für Silbermedaillen mit stilisierten Olympischen Ringen | Braundes Symbol für Bronzemedaillen mit stilisierten Olympischen Ringen |
| ------------------------------------------------------------------- | --------------------------------------------------------------------- | ----------------------------------------------------------------------- |
| —                                                                   | —                                                                     | —                                                                       |

Sambia nahm in Rio de Janeiro an den Olympischen Spielen 2016 teil. Es war die insgesamt 13. Teilnahme an Olympischen Sommerspielen. Vom National Olympic Committee of Zambia wurden sieben Athleten in vier Sportarten nominiert.
Fahnenträger bei der Eröffnungsfeier war der Judoka Matthews Punza.

## Teilnehmer nach Sportarten

### Boxen
| Athleten     | Wettbewerb              | 1. Runde    | 1. Runde | Achtelfinale  | Achtelfinale  | Viertelfinale | Viertelfinale | Halbfinale    | Halbfinale    | Finale        | Finale        | Rang          |
| Athleten     | Wettbewerb              | Gegner      | Ergebnis | Gegner        | Ergebnis      | Gegner        | Ergebnis      | Gegner        | Ergebnis      | Gegner        | Ergebnis      | Rang          |
| ------------ | ----------------------- | ----------- | -------- | ------------- | ------------- | ------------- | ------------- | ------------- | ------------- | ------------- | ------------- | ------------- |
| Männer       |                         |             |          |               |               |               |               |               |               |               |               |               |
| Benny Muziyo | Mittelgewicht bis 75 kg | Önder Şipal | 1:2      | ausgeschieden | ausgeschieden | ausgeschieden | ausgeschieden | ausgeschieden | ausgeschieden | ausgeschieden | ausgeschieden | ausgeschieden |

### Judo
| Athleten      | Wettbewerb | 1. Runde   | 1. Runde | 2. Runde  | 2. Runde | Viertelfinale | Viertelfinale | Halbfinale / Trostrunde | Halbfinale / Trostrunde | Finale / Platz 3 | Finale / Platz 3 | Rang |
| Athleten      | Wettbewerb | Gegner     | Ergebnis | Gegner    | Ergebnis | Gegner        | Ergebnis      | Gegner                  | Ergebnis                | Gegner           | Ergebnis         | Rang |
| ------------- | ---------- | ---------- | -------- | --------- | -------- | ------------- | ------------- | ----------------------- | ----------------------- | ---------------- | ---------------- | ---- |
| Männer        |            |            |          |           |          |               |               |                         |                         |                  |                  |      |
| Mathews Punza | bis 66 kg  | G. Pollack | 100:0    | A. Gomboc | 0:101    | ausgeschieden | ausgeschieden | ausgeschieden           | ausgeschieden           | ausgeschieden    | ausgeschieden    | 9    |

### Leichtathletik
Laufen und Gehen
| Frauen            |          |         |    |               |               |               |               |    |
| Kabange Mupopo    | 400 m    | 51,76 s | 18 | 52,04 s       | 21            | ausgeschieden | ausgeschieden | 21 |
| Männer            |          |         |    |               |               |               |               |    |
| Gerald Phiri      | 100 m    | 10,27 s | 36 | ausgeschieden | ausgeschieden | ausgeschieden | ausgeschieden | 36 |
| Jordan Chipangama | Marathon | –       | –  | –             | –             | 2:24:58 h     | 93            | 93 |

### Schwimmen
| Athleten     | Wettbewerb          | Vorlauf | Vorlauf | Halbfinale    | Halbfinale    | Finale        | Finale        | Rang |
| Athleten     | Wettbewerb          | Zeit    | Rang    | Zeit          | Rang          | Zeit          | Rang          | Rang |
| ------------ | ------------------- | ------- | ------- | ------------- | ------------- | ------------- | ------------- | ---- |
| Frauen       |                     |         |         |               |               |               |               |      |
| Jade Howard  | 100 m Freistil      | 58,47 s | 35      | ausgeschieden | ausgeschieden | ausgeschieden | ausgeschieden | 35   |
| Männer       |                     |         |         |               |               |               |               |      |
| Ralph Goveia | 100 m Schmetterling | 54,84 s | 38      | ausgeschieden | ausgeschieden | ausgeschieden | ausgeschieden | 38   |